# 함평궤도
함평궤도(咸平軌道)는 전라남도 함평군에 소재한 호남선 함평역(당시 학교(鶴橋)역)에서 함평군 함평읍의 군청 소재지 사이를 연결하는 궤도 노선이다. 1960년에 폐선되어 현재는 존재하지 않는다.

## 개요
- 노선 연장 : 총 6.1km.[1]
- 운영 기관 : 함평궤도주식회사(폐선 시까지)
- 궤간 : 1067mm(협궤)
- 통행 방식 : 좌측통행
- 역 수 : 불명
- 복선 구간 : 전구간 단선
- 전철화 구간 : 없음(북한의 자료에는 전기궤도였다는 언급도 있으나[2] 신뢰성은 낮다)

## 역사
함평궤도의 부설은 1926년 5월에 호남선 학교역(현 함평역)으로부터 군청 소재지인 함평군 함평읍 사이를 연결하는 노선으로 부설 허가를 취득하였다. 이듬해인 1927년 1월에 개업하여 영업을 시작하였다. 이 노선은 경성궤도보다 더 빨리 개업한, 한국에서는 최초의 경유궤도노선이었다(전기궤도는 서울전차가 최초).
해방 이후에도 법인은 한국인이 인수받아 계속 운행되었으나, 차량의 노후화와 규모의 영세함으로 인해 고전을 면치 못하였다. 특히 당시 사용하던 경유동차(휘발유 동차라는 설도 있음)의 노후화 수준이 심각한데 비해 협궤용의 동차 구매나 도입 방안이 당시로서는 전무하였기 때문에 1950년대 말에 이르러서는 더 이상 운행이 어려울 정도가 되었다고 한다. 영업 역시 말년에 이르러서는 파탄 지경에 이르렀다고 하며, 결국 1960년 10월에 법인 해산 결정과 함께 사업이 폐지되어 전 구간이 폐선되었다.
현재 해당 구간의 노반은 국도로 전용되었다. 대신 함평군의 농어촌버스가 함평읍과 함평역을 오가고 있다.

## 노선
호남선의 학교역을 기점으로 하여 함평역까지를 운행하였다. 정류소는 아래와 같으나., 상세한 사항은 불명이다.
- 학교
- 화산(花山)
- 동창(東倉)
- 함평

## 차량
일제 당시의 기록에는 경유동력차(동차) 3량, 객차 3량, 5톤 화차 4량을 보유했다고 하며, 하루 9왕복을 운행하였다고 한다.
해방 이후에는 신차 도입이 없이 일제 당시의 차량을 그대로 사용하였으며, 경성궤도의 중고 차량을 인수해 사용했을 가망이 있다.

## 같이 보기
- 궤도 (교통)

## 참고 문헌
1. ↑  교통부(1962), 《한국교통연감》.강생회.
2. ↑  http://m.terms.naver.com/entry.nhn?docId=2090686&cid=44454&categoryId=44461
3. ↑  교통부(1962). 상게서.
4. ↑  동아일보. 1932년 5월 5일. 제4면. 〈함평학교간기동차할인〉.
5. ↑  中村進吾(1932).《鮮內鐵道沿線要覽》.朝鮮總督府.